# Sân bay Takamatsu

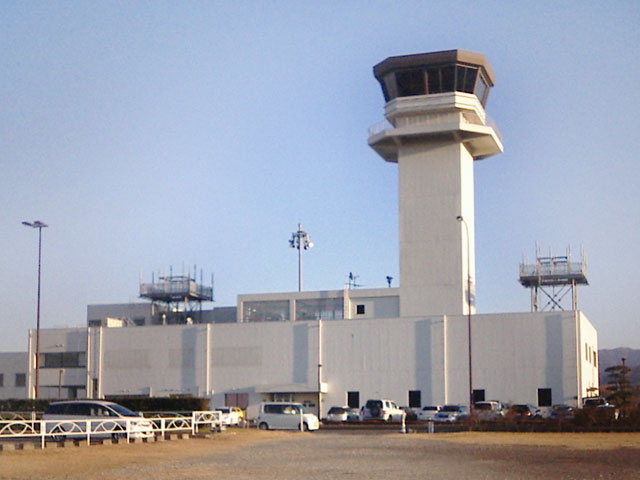
Tháp điều khiển không lưu

Sân bay Takamatsu (高松空港 Takamatsu Kūkō) (IATA: TAK, ICAO: RJOT) là một sân bay cấp 2 ở Takamatsu, Kagawa, Nhật Bản. Sân bay này chỉ phục vụ một số nhỏ các tuyến quốc tế.

## Các hãng hàng không và các tuyến điểm
Hiện có các hãng hàng không sau đang hoạt động tại sân bay này:
- All Nippon Airways (Okinawa, Tokyo-Haneda)
- Asiana Airlines (Seoul-Incheon)
- Japan Airlines (Tokyo-Haneda)